# Christuskirche (Zábřeh)

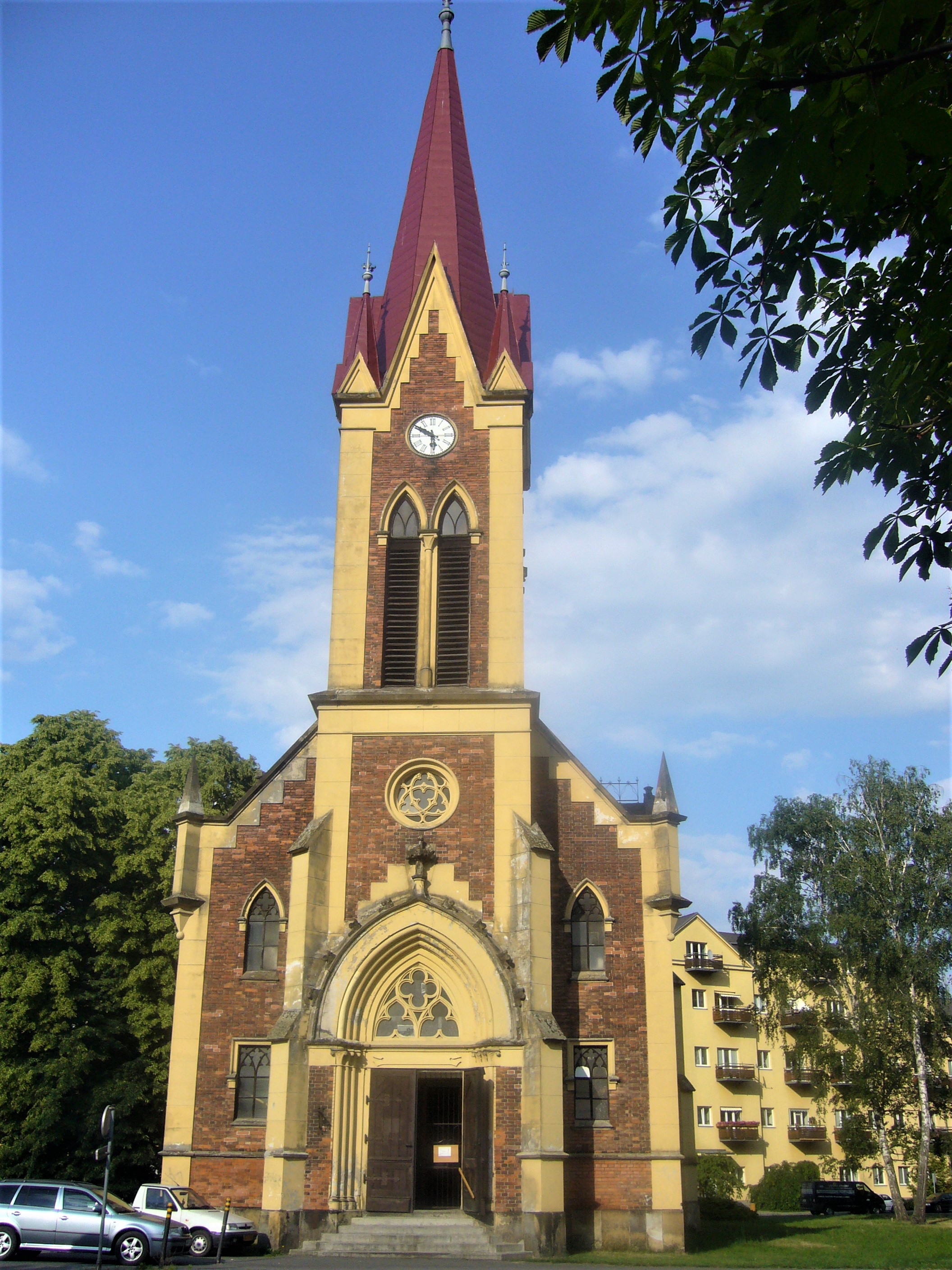
Christuskirche Hohenberg

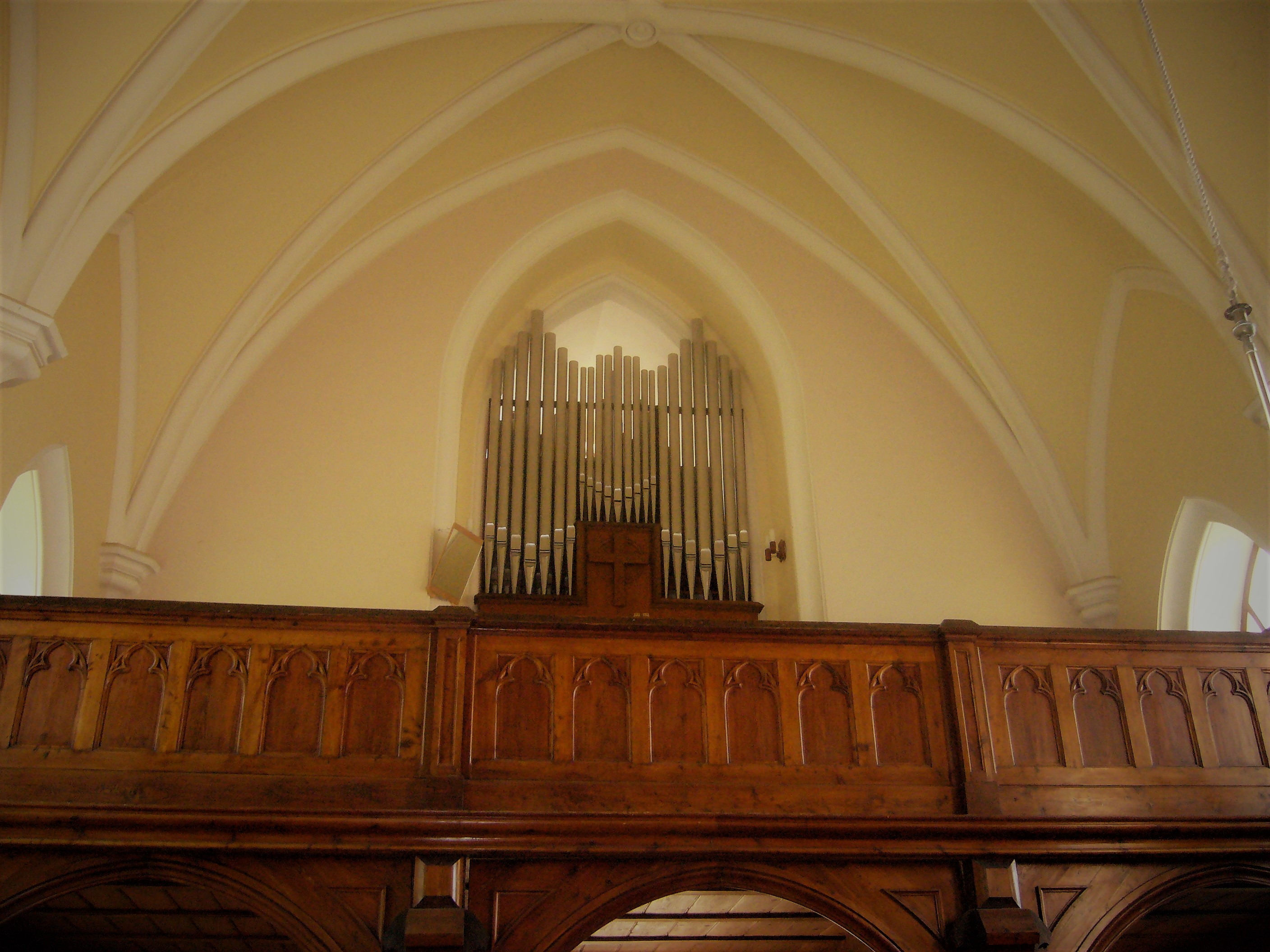
Orgel

Die Christuskirche ist die evangelische Kirche von Zábřeh (deutsch Hohenstadt an der March), einer Stadt im Okres Šumperk in Tschechien.

## Geschichte
Die Gründung der Kaiserlich Königlichen privaten Hohenstädter Rotfärberei durch den aus Elberfeld stammenden Wilhelm Engelbert Brass (1819–1897) hatte seit der Mitte des 19. Jahrhunderts den Zuzug mehrheitlich evangelischer Arbeiter aus dem deutschsprachigen Raum zur Folge, die eine protestantische Gemeinde konstituierten. Kurz vor seinem Tod stiftete Wilhelm Engelbert Brass 1896 den Bau einer eigenen evangelischen Kirche, die Ausführung erfolgte von 1902 bis 1903 durch die beiden Söhne des Firmengründers, Otto und Hermann Brass. Der Kirchenbau wurde nach den Plänen des ortsansässigen Baumeisters Karl Ilgner als kreuzförmige, im Innern kreuzrippengewölbte neugotische Saalkirche mit eingezogenem Turm in Backstein errichtet. Nach Fertigstellung der Kirche wurde Hohenstadt 1905 zur selbständigen evangelischen Pfarrgemeinde erhoben. Seit 1946 dient die Kirche der Tschechoslowakischen Hussitischen Kirche.
In den 1940er Jahren erhielt die Kirche eine Orgel der Firma Rieger-Kloss in Jägerndorf mit 14 Registern, verteilt auf zwei Manuale und Pedal.